# Terraza marina

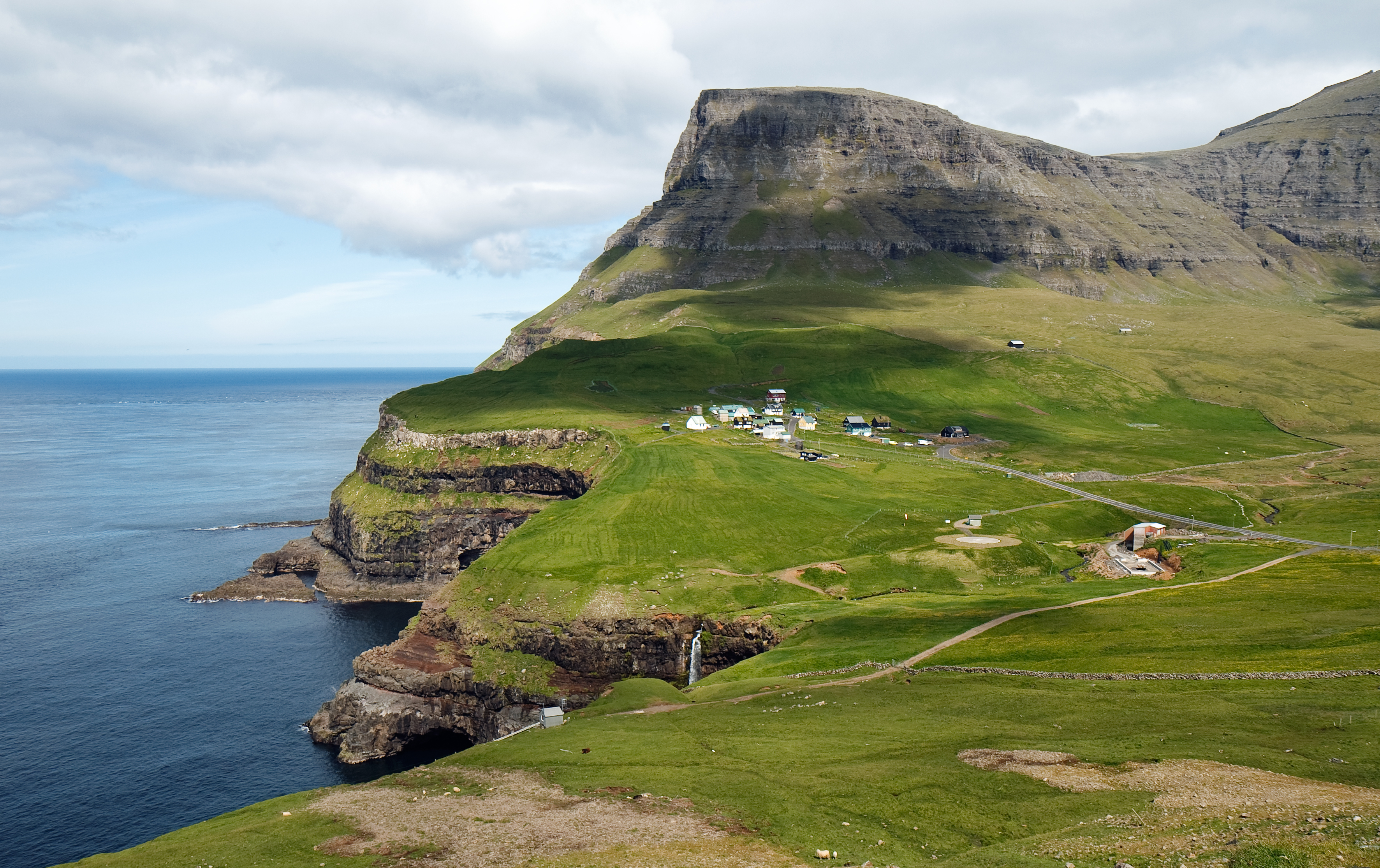
Terrazas marinas en Vágar, islas Feroe

Una terraza marina, terraza costera, o playa elevada, es un accidente geográfico que consiste en una plataforma que ha sido expuesta como resultado de la combinación de dos fenómenos: variaciones del nivel del mar y cambios tectónicos de alzamiento y subsidencia a lo largo de la costa.
Su morfología se puede representar como una estrecha franja costera suavemente inclinada hacia el mar y cubierta, la mayoría de las veces, por depósitos marinos (típicamente limo, arena, gravilla) o eólicos.

## Génesis

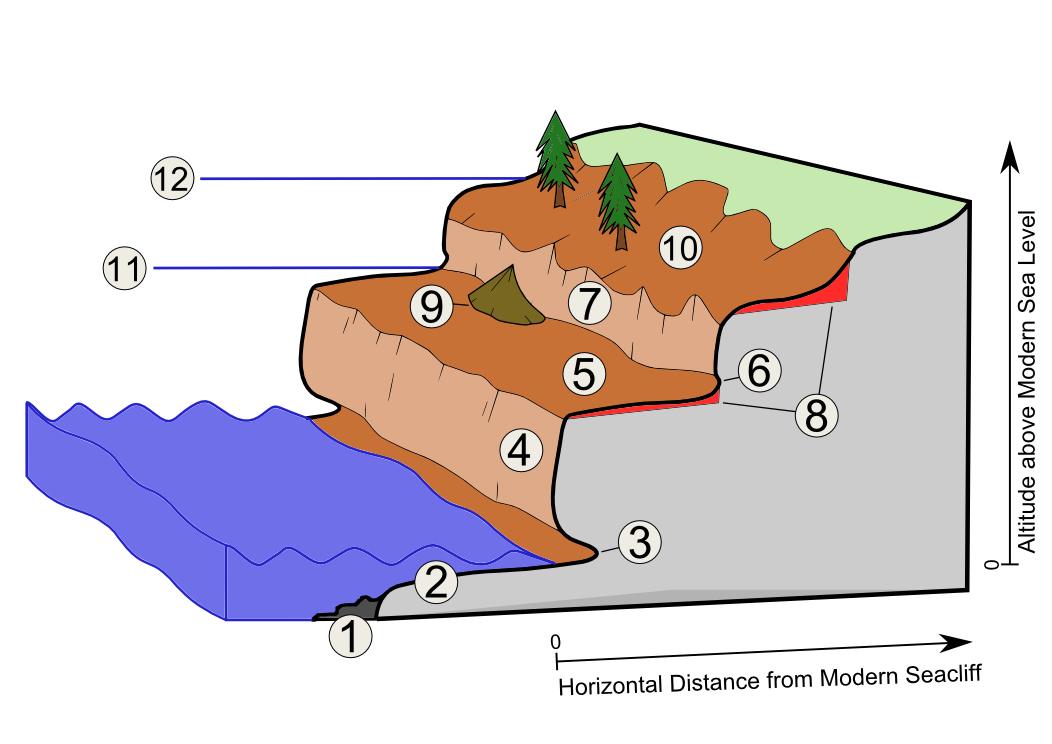
Secuencia típica de terrazas marinas erosionales.
1) acantilado de bajamar/rampa con deposición, 2) plataforma de abrasión moderna, 3) socave/borde interior, ángulo de la línea de costa moderna, 4) acantilado marino moderno, 5) plataforma conformada por las olas/plataforma de abrasión antigua, 6) paleo-ángulo de línea costera, 7) paleo-acantilado marino, 8) depósitos cubriendo las terrazas/depósitos marinos, coluvión, 9) abanico aluvial, 10) acantilado marino cubierto y decaído y plataforma costera, 11) nivel I del paleo-mar, 12) nivel II del paleo-mar. - según varios autores

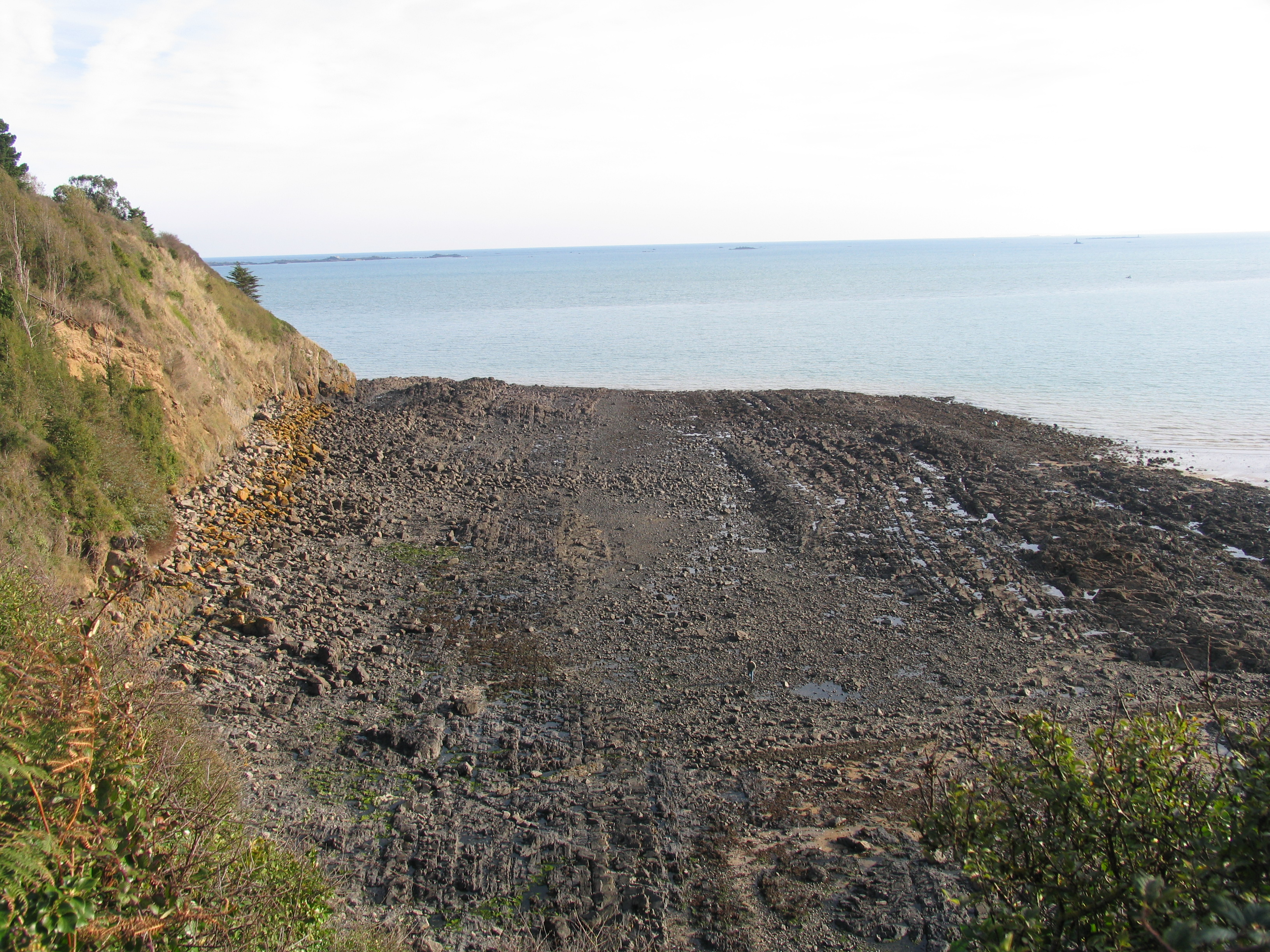
Plataforma de abrasión.

Estos accidentes geográficos son producto de la acción erosiva del mar, la cual va desgastando la costa hasta formar una plataforma de abrasión. Al bajar el nivel del mar o elevarse el continente, la plataforma de abrasión queda expuesta dando origen a una nueva terraza marina. Este proceso se desarrolla durante miles de años provocando comúnmente cambios bruscos de pendiente los cuales se observan como geometrías escalonadas.
Las terrazas marinas son vestigios de las oscilaciones de nivel del mar en la época del Cuaternario, cuando se desarrollaron en el planeta las glaciaciones e ínterglaciaciones las cuales hacían subir y bajar el nivel del mar.
Las características geométricas, la presencia de sedimentos asociados y su conservación, dependen de una serie de características geográficas y de parámetros oceanográficos tanto locales como globales, además del grado de resistencia y composición de la estructura geológica.
Las terrazas marinas aparecen con frecuencia en regiones de actividad tectónica. Generalmente solo unas pocas terrazas se desarrollan en cada área, aunque en algunos lugares son numerosas.
Las terrazas costeras amplias, preservan un registro de la interacción entre la tierra y el mar, el cual resulta de cambios en el nivel del mar y de la exhumación o subsidencia de la tierra. La principal tarea en el estudio tectónico de regiones costeras es separar estos dos efectos.

## Registro e implicaciones
El registro de los cambios de la línea de costa muestra los distintos niveles del mar relativo a la superficie terrestre. Estos incluyen cambios de dos tipos: el eustático, los cuales son los que reflejan los cambios reales del volumen de agua en los océanos; y los cambios aparentes del nivel del mar, los que hacen referencia a variaciones verticales de la superficie terrestre.
El cambio relativo en el nivel del mar se puede calcular de dos maneras equivalentes:
- Cambio relativo en el nivel del mar = cambio en el nivel eustático + cambio aparente en el nivel del mar;
- Cambio relativo en el nivel del mar = cambio en el nivel eustático - cambio por desplazamiento vertical real de la tierra.

En principio, una línea de costa puede preservar un registro de un alzamiento relativo o una baja relativa del nivel del mar, el cual comúnmente resulta de una constante subsidiencia o exhumación sobre los cuales están superimpuestas fluctuaciones en el nivel eustático.

## Casos extremos
Durante un alzamiento relativo en el nivel del mar, si la tasa de subsidencia es aproximadamente coincidente con una baja eustática, se pueden formar una línea de costa que muestra un antiguo nivel más alto del mar, pantanos costeros o depósitos mareales. Con una posterior elevación en el nivel eustático, las antiguas líneas de costa donde el nivel del mar era más alto y los pantanos pueden ser destruidos por acción de oleaje o sumergidos cuando el mar invade la tierra. Si están sumergidos y posteriormente cubiertos con sedimentos más jóvenes, podrán preservarse en la secuencia estratigráfica como un indicador de un mínimo en la curva de nivel eustático.
Durante un descenso relativo del nivel del mar, si la tasa de alzamiento es aproximadamente coincidente con un aumento en nivel eustático, la terraza que aparecerá cuando ocurra una caída en el nivel eustático será un registro de un tiempo de máximo en la curva de nivel eustático.

## Fluctuaciones eustáticas y desplazamiento vertical

Figura 1. Fluctuaciones del nivel del mar desde hace 542 millones de años, según dos estudios, los de Hallam et al. (en rojo) y según los geólogos de la empresa Exxon (en azul).

Datando series de antiguas líneas de costa y midiendo sus elevaciones en el presente, se puede desarrollar un registro de los cambios relativos en el nivel del mar. Luego, para averiguar el desplazamiento vertical real de la superficie con respecto al registro del nivel del mar, es necesario saber la historia de las fluctuaciones eustáticas de éste. Por otro lado, para determinar las fluctuaciones eustáticas, necesitamos saber la historia del desplazamiento vertical de la superficie. Así se está encerrado en un dilema circular del que no se puede escapar sin hacer algunas suposiciones. Una solución es asumir que la tasa de alzamiento costero es constante, aplicando actualismo. La tasa de alzamiento promedio es entonces determinada por la edad de la elevación de una línea antigua de costa que se formó en un tiempo en que el nivel del mar es conocido, a partir de áreas tectónicamente estables, de edades cercanas al valor presentado en las terrazas que se desea estudiar. Restando el alzamiento relativo con respecto al nivel del mar de la curva de nivel del mar relativo podemos encontrar la curva eustática. Ahora, la consistencia de la suposición de tasa de alzamiento constante puede ser puesta a prueba comparando curvas eustáticas del nivel del mar inferidas de diferentes líneas de costa alrededor del mundo. De este modo, por un método de suposición, comparación y refinamiento, una curva eustática generalmente aceptada ha sido desarrollada, la cual puede ser usada entonces como un estándar a partir del cual se puede establecer la historia de alzamiento tectónico de diferentes áreas. Amplios estudios de las terrazas costeras alrededor del mundo han revelado que los registros del nivel relativo del mar, pueden ser divididos en dos partes; una parte temprana en el Pleistoceno entre 1,6 millones de años a 10 000 años antes del presente; y una parte posterior en el Holoceno, que se extiende desde 10 000 años BP hasta el presente. Cada parte tiene sus propias características.

El registro de las terrazas de la antigua línea de costa del Pleistoceno es un resultado de la interacción entre movimientos tectónicos de la costa y fluctuaciones del nivel eustático del mar, teniendo este último una amplitud característica de más de 100 a 150 m y una frecuencia de 20 000 a 100 000 años. Estas fluctuaciones eustáticas fueron causadas principalmente por las variaciones de los casquetes de hielo continentales. El avance de las capas de hielo necesita una gran acumulación de hielo, con la consecuente remoción de volúmenes equivalentes de agua desde los océanos, causando, de este modo una caída en el nivel eustático del mar. El caso inverso se da para un retroceso de las capas de hielo, aquí el agua es devuelta a los océanos causando un aumento en el nivel eustático del mar. La historia de las fluctuaciones de las capas de hielo se basa en parte en un análisis de isótopos de oxígeno en las conchas de organismos marinos encontrados en núcleos tomados de los testigos perforados en sedimentos de fondo marino profundo. Un avance de los glaciares continentales es asociado con un descenso en las temperaturas oceánicas, las que son registradas por un incremento en la razón de O18/O16 en esas concha; para el caso contrario se tendrá una disminución de esta tasa.
El registro más detallado de las fluctuaciones del nivel del mar en el Pleistoceno, ha sido obtenido de la costa de la península Huon en Papúa-Nueva Guinea. Los arrecifes de líneas antiguas de costa, están indicados por plataformas formadas por arrecifes de coral fósiles, los cuales han sido datados usando dataciones por uranio. Estas fechas establecen los tiempos de máximo en la historia del nivel eustático del mar y las elevaciones de la antigua línea de costa que definen la historia del nivel del mar relativo. La tasa de alzamiento de aproximadamente 4 metros por cada 1000 años está basada en la elevación de 500 m de una prominente línea de costa que fue cortada cuando el nivel del mar era 2 a 10 m más alto que en el presente. Restando la tasa de alzamiento (asumida constante) a la curva del nivel relativo del mar, se obtiene una curva del nivel eustático del mar.

## Interpretación del perfil de terrazas marinas
Una vez que el nivel eustático ha sido determinado con razonable confianza, se puede interpretar el perfil de terrazas marinas en términos de razones de alzamiento tectónico. En Quezada et al., 2007 se muestra el procedimiento para separar el alzamiento tectónico de las variaciones en el nivel eustático para el registro dominado por terrazas Pleistocenas, a partir de un dibujo de Lajoie, 1986. Para ello se enfrenta un gráfico de la curva eustática de los pasados 300 000 años (elevación en metros frente al tiempo) contra un perfil de las terrazas marinas que representan la elevación relativa de una locación de varias líneas de costa antiguas, que han sido preservadas por alzamiento tectónico. Usando fechas independientes de las antiguas líneas de costa (cuando es posible), cada terraza puede ser asociada con un alto estadio en la curva del nivel eustático del mar, y se puede dibujar una línea desde el máximo en la curva del nivel del mar a la altitud de la terraza asociada en el tiempo presente (tiempo cero). La pendiente de la recta de unión de esos dos puntos es la tasa promedio de alzamiento para cada terraza, porque la distancia vertical encerrada por las líneas define el cambio en la altitud que esa terraza experimentó desde el máximo del nivel del mar al cual la terraza tubo que haberse formado, respecto a su presente altitud; la distancia horizontal cruzada por la línea define el lapso de tiempo desde que la terraza fue formada, pues el nivel eustático está graficado en un eje de tiempo. El hecho que las líneas de unión que se han definido más arriba, para todas las terrazas, sean paralelas indica que las tasas media de alzamiento de las líneas de costa ha sido constantes para los últimos 300 000 años. Líneas de costa emergentes alrededor del mundo tienden a registrar los mismos tres prominentes altos estadios pleistocenos en el nivel del mar fechados en hace 120 000, 104 000 y 82 000 años. 
En contraste con las fluctuaciones pleistocenas, el nivel del mar durante el Holoceno experimentó un rápido alzamiento asociado con el último retroceso de los hielos continentales, previo a 5000-7000 años atrás, luego de lo cual el nivel del mar ha permanecido esencialmente constante (Figura 2), así se puede asegurar que las terrazas costeras formadas durante los pasados 5000 a 7000 años registran directamente eventos de alzamiento tectónico.